# Gustaf Oskar Schöneman
Gustaf Oskar Schöneman, född den 20 april 1839 i Laukas, död den 21 september 1894 i Mola, var en finländsk präst och sångtextförfattare.

## Biografi
Gustaf Oskar Schöneman avlade studentexamen 1857, prästvigdes 1862, var predikant och kristendomslärare i Jyväskylä 1864–1894, och valdes till kyrkoherde i Mola 1894, men dog snart därefter.

## Sångtextförfattare
Samarbetet mellan Jyväskylä lärarseminarium och Jyväskyläs stads‐ och landsförsamlingar fick stor betydelse för finskspråkiga jultraditioner. Gustaf Oskar Schöneman ivrade för finskspråkig kultur; hans förfinskade namnform är Kustaa Oskar Kaunonen (kaunis = ”skön”). Hans bestående insats är som sångtextförfattare. Han översatte Stilla natt till finska; översättningen publicerades 1883 i Suomalainen lauluseppele II, utgiven av Erik August Hagfors, musiklärare vid Jyväskylä lärarseminarium. Han skrev också Joulupuu on rakennettu 1876 till en finsk folkmelodi.